# Họ Đỉnh tùng
Họ Đỉnh tùng (danh pháp khoa học: Cephalotaxaceae) là một nhóm nhỏ các loài thực vật quả nón, với 3 chi và khoảng 20 loài, có quan hệ họ hàng gần gũi với họ Thanh tùng (Taxaceae), và được một số các nhà thực vật học gộp chung vào họ này. Các loài trong họ Đỉnh tùng có phạm vi phân bổ hạn chế trong khu vực miền đông châu Á, ngoại trừ hai loài phỉ thuộc chi Torreya được tìm thấy ở tây nam và đông nam Hoa Kỳ; với các chứng cứ hóa thạch chỉ ra rằng họ này đã từng có sự phân bổ rộng hơn trong thời kỳ tiền sử tại Bắc bán cầu. Các khác biệt giữa họ Đỉnh tùng và họ Thanh tùng nghĩa hẹp (sensu stricto) là:
| Họ                      | Taxaceae             | Cephalotaxaceae     |
| ----------------------- | -------------------- | ------------------- |
| Áo hạt                  | Bao phủ một phần hạt | Bao phủ toàn bộ hạt |
| Thời gian phát triển    | 12 tháng             | 18-20 tháng         |
| Độ dài hạt trưởng thành | 5–8 mm *             | 12–40 mm            |

Lưu ý: *: Tới 25 mm ở chi Austrotaxus.
Họ này bao gồm các loại cây bụi hay cây thân gỗ nhỏ có nhiều cành. Lá của chúng thường xanh, sắp xếp theo vòng xoắn, thường vặn xoắn lại tại gốc lá để xuất hiện theo kiểu hai hàng lá. Lá có hình dáng từ thẳng tới mũi mác, có màu xanh lục nhạt hoặc có các dải khí khổng trắng trên mặt dưới. Các loài trong họ hoặc là đơn tính cùng gốc hoặc là đơn tính cận khác gốc hay đơn tính khác gốc. Các nón đực dài khoảng 4–25 mm và phát tán phấn vào đầu mùa xuân. Các nón cái bị thoái hóa, với 1 hoặc một số lá noãn, và một hạt trên một lá noãn. Khi hạt phát triển đầy đủ thì lá noãn cũng phát triển thành một dạng áo hạt nhiều thịt, bao phủ toàn bộ hạt. Áo hạt phát triển đầy đủ thuộc loại mỏng thịt có màu lục, tía hay đỏ, mềm và có chứa nhựa. Mỗi lá noãn nằm rời rạc, vì thế nón cái phát triển thành một cọng ngắn với một hay vài hạt trông tựa như một loại quả mọng. Chúng có lẽ bị chim hay một số loài động vật khác ăn để sau đó phát tán phần hạt cứng không bị phân hủy, nhưng cơ chế phát tán hạt trong họ này hiện nay vẫn chưa được nghiên cứu kỹ lưỡng.

## Lưu ý
1. ↑  Chi Torreya (khoảng 6 loài) có lẽ không có ở Việt Nam, tên gọi phỉ là lấy theo tiếng Trung của từ 榧. Không nên nhầm lẫn chúng với các loài cây phỉ thuộc chi Corylus của họ Bạch dương (Betulaceae) mà người Trung Quốc gọi là trăn (榛)